# Hospital de Santa María (Lérida)
El antiguo Hospital de Santa María es un edificio de la ciudad española de Lérida, muestra de la arquitectura civil gótica catalana (siglos XV y XV) y de las instituciones de beneficio social de la Edad Media. Situado delante de la catedral nueva de Lérida, fue declarado Monumento Arquitectónico-Artístico por orden real de 15 de marzo de 1920. En la actualidad es sede del Instituto de Estudios Ilerdenses.

## Descripción
Es un edificio de estructura simple, de planta cuadrada y con un patio también cuadrado en su interior, en donde hay una fuente conocida como la fuente de los Enanitos. La planta baja tiene unos muros muy gruesos para soportar el peso de las vigas del techo, y unas paredes más delgadas de los pisos superiores.
Desde el patio del hospital se accede a una galería volada con arcos ojivales que hay en el primer piso por una escalera situada al ángulo norte-este, al lado de la fuente de los Enanitos, recalzado encima de una vuelta rampante. Los accesos al resto de pisos del edificio son a través de escaleras interiores.
Durante el siglo XX se propuso trasladar el edificio para evitar que tapara la vista de la catedral Nueva, con el argumento que era un edificio con muy poco valor artístico. Para evitar su demolición se declaró el edificio monumento artístico-arquitectónico, y se cedió el espacio al Instituto de Estudios Ilerdenses (IEI), creado por la Diputación Provincial de Lérida, para asegurar el mantenimiento.
El IEI promueve la investigación científica, el cultivo de las artes y las letras y tutela las cuestiones que afecten al patrimonio cultural de la ciudad.

## Historia
El 13 de abril de 1459 se colocó la primera piedra del Hospital de Santa María, después de haber sido abalada su creación por el papa Eugenio IV en 1445 y autorizada la construcción por la reina María de Aragón, esposa de Alfonso V el Magnánimo, el 25 de agosto de 1454.

### Contexto
Durante la época medieval el hospital era una institución cuyas funciones no se limitaban a la curación, como ocurre actualmente, sino que era un lugar de caridad que acogía a pobres, peregrinos, enfermos, niños huérfanos, desvalidos, etc. Existieron diversos establecimientos que ofrecían servicios asistenciales y de beneficencia a los que, independientemente de su función específica, se les refería como hospitales.
Es a partir del siglo XV que en muchas de las ciudades se decidió optar por unificar todas aquellas instituciones en una sola a fin de mejorar la asistencia y optimizar los recursos, y se crearon los hospitales generales.

### Origen del Hospital de Santa María

Patio interior visto desde la escalera.

Es en el año de 1445 que los Paers, el Consejo General y el Capítol de Lérida hacen una solicitud al papa Eugenio IV de aprobar la creación de un Hospital General de la Ciudad que agrupara las funciones de los siete hospitales privados que se encontraban dispersos en la ciudad; ello con la finalidad de poder coordinar mejor la asistencia y proveer de mejor atención a los pobres y a los enfermos.
La construcción se llevó a cabo bajo el auspicio de la reina María de Aragón, quien el 25 de agosto de 1454 concedió por carta real la autorización para su edificación (como lo exigían los estatutos de la épocal). Asimimo, se le concedió las mismas facultades de las que gozaba el hospital de la Santa Cruz de Barcelona, pues otorgó a los Paers la autorización para solventar la construcción del hospital con recursos del erario público, limosnas o cualquier otro medio que se pudiera conseguir, de elegir a los regidores, procuradores o administradores.
El 13 de abril de 1454 se coloca la primera piedra y fue motivo de fiesta durante el día entero: por la mañana se celebró la liturgia a cargo del obispo franciscano Pere Gacet, en ausencia del titular Antoni Cerdà; por la tarde  en la Plaza de Sant Joan hubo corrida de toros y por la noche se iluminó toda a ciudad.

### Edificación

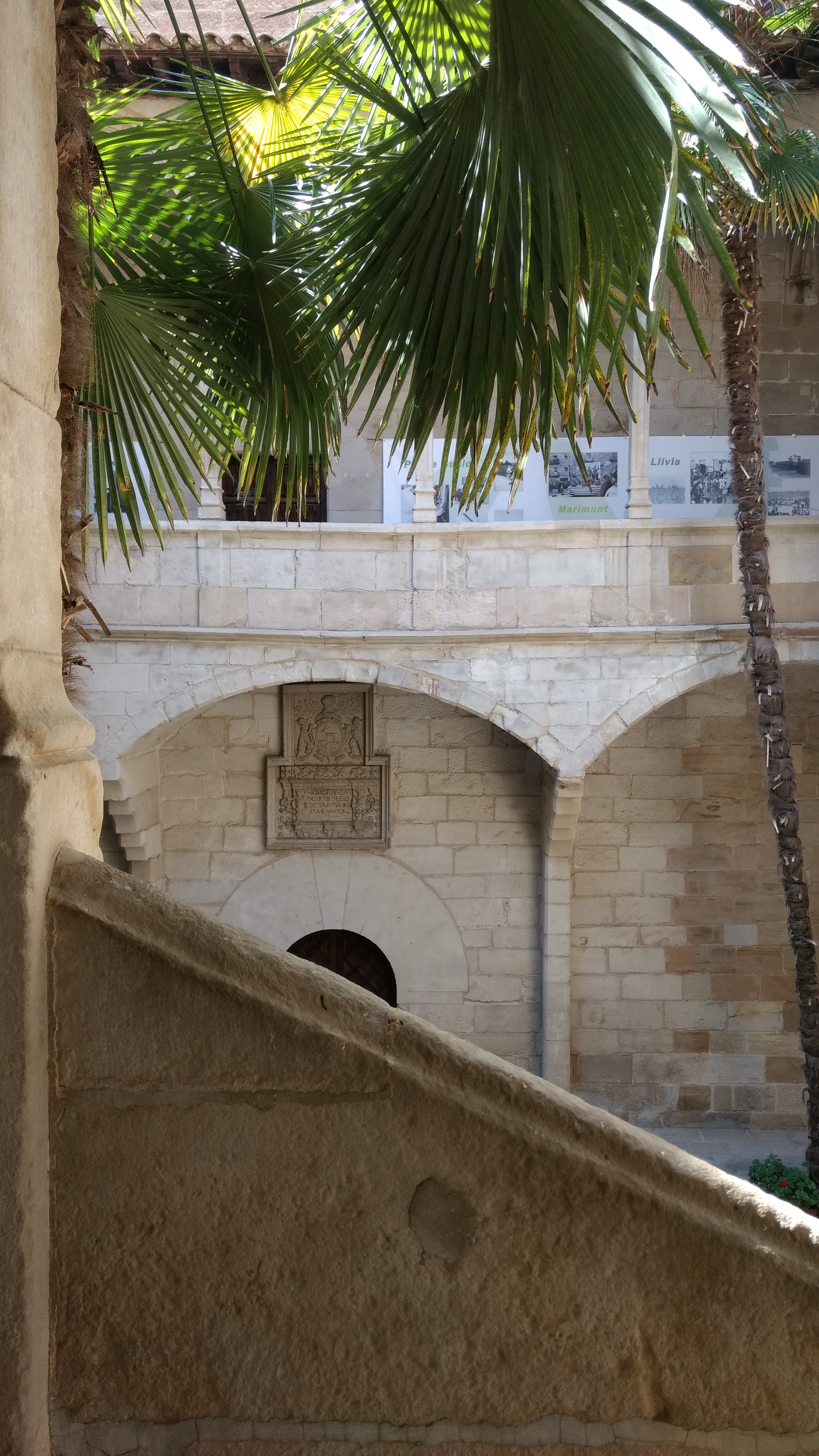
Vista al patio interior desde la escalera.

La construcción del edificio del Hospital de Santa María se vio interrumpida a causa de falta de recursos económicos y de la guerra de la segunda mitad del siglo XV, por lo que se puede decir que este proceso se efectuó en tres etapas.

#### Primera etapa (1454-1461)
En este primer momento se construye, a cargo del maestro Andreu Pi, la fachada principal, la que está frente a la Catedral Nueva y donde anteriormente se encontraba la plaza l'Almodí. La atribución al maestro Andreu Pi se ha inferido a partir de documentación que corresponde a las obras de la Catedral Vieja de Lérida en que el maestro acepta llevar la dirección de las obras de la catedral con la condición de que no hubiera de dejar la construcción del Hospital que entonces estaba dirigiendo. Se pone fin a esta etapa con la renuncia del maestro a la dirección de la obras, presentada el 31 de diciembre de 1461.

#### Segunda etapa (1506-1509)
En el año de 1506 el Consejo General de la Paeria decide continuar con las obras de construcción del Hospital y asigna como director al maestro Antoni Godanyes. Los trabajos de cimentación y basamento de los muros avanzaron rápidamente; sin embargo, causaron polémica entre los maestros de obra de la ciudad, quienes afirmaban que la construcción se estaba llevando a cabo de mala manera. A raíz de ello la Paeria opta por llamar al maestro barcelonés Joan Sanfont como perito, para que dictaminara la calidad de la obra. Bertan Roigé infiere que a causa del cuestionamiento de la calidad de los trabajos efectuados por Godanyes las obras debieron ser suspendidad por meses o inclusive años.

#### Tercera etapa (1517-1522)
El 12 de abril de 1517 se lleva a cabo una reunión entre los prohombres del Hospital y la Paería, en la que se exponen las necesidades de la institución por continuar con las obras de construcción y hacen del conocimiento municipal la iniciativa del Capítol de la catedral para ello. Así pues, durante los siguientes años la Pia Almoina de la Seu fue la principal financiadora de la obra.
Esta etapa se finalizó el patio interior y la galería, muy al estilo típico del gótico civil catalán. Fue dirigida por el maestro de obras Jaume Borell, quien a su vez trabajó en la Catedral Vieja en este mismo periodo.

## Edificio

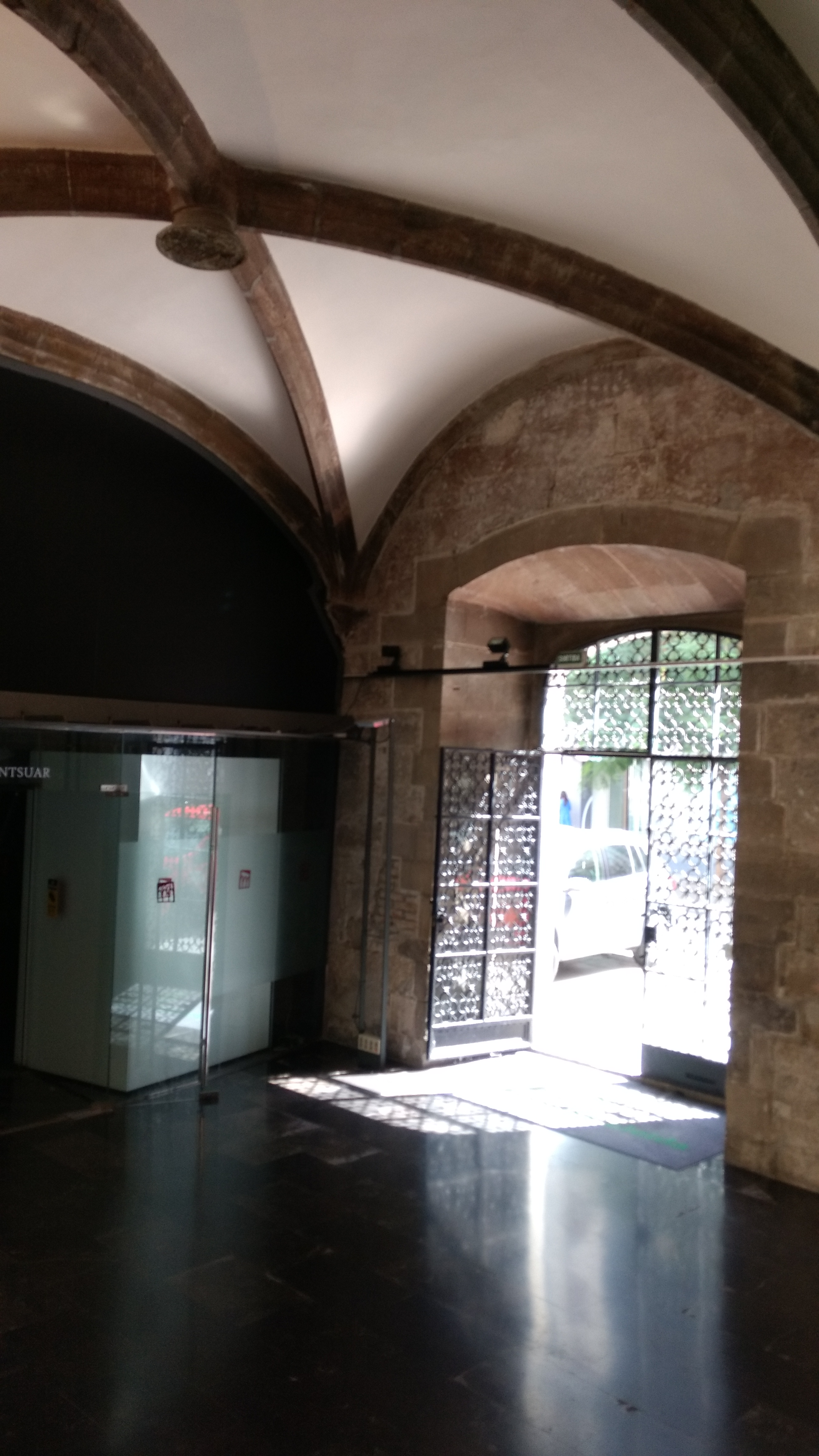
Ingreso sur al edificio. Se puede apreciar la bóveda de crucería con nervaduras y clave con relieve de piedra.

El antiguo hospital de Santa María es un edificio de proporciones equilibradas, cuya riqueza visual se encuentra en el interior. Es de planta cuadrada, de 32.5 m por lado, dispuesto en torno a un patio interior que sigue la misma forma que mide 14 m. Verticalmente se encuentra compuesto por tres niveles superpuestos fácilmente distinguibles desde el interior del edificio: las crujías en planta baja; las galerías semiabiertas, que sobresalen hacia el patio interior, son el elemento que destaca en el primer nivel; y un tercer nivel más privado que visualmente es opacado por las galerías.
Las circulaciones principales del edificio siguen un eje axial norte-sur, los ingresos desde el exterior se encuentran orientados de esta forma, al igual que el cuerpo más grande de la escalera que visto en planta tiene esta misma orientación.
En lo que respecta a la estructura y sistema constructivo del edificio, acerca de la parte subterránea del edificio un estudio realizado en 1939 por el arquitecto Ignasi de Villalonga reveló que la cimentación baja hasta 4 m hecha por hiladas de sillares, y aproximadamente a cada metro se encuentran recortes o banquetas de aproximadamente 20 cm de ancho que cumplen la función de distribuir las cargas en una mayor área. Mientras que en el aérea del edificio, se optó por construir el edificio con varios muros gruesos, con lo que se evitó el uso de contrafuertes. Las cuatro crujías inferiores están cubiertas por bóvedas de crucería, con nervaduras y rematadas por claves de piedra, estas últimas tienen diferentes relieves y muchas de ellas tienen en su relieve los escudos de las casas que financiaron la construcción del edificio.
Uno de los elementos más interesantes del edificio es la escalera que comunica la planta baja con el primer nivel. Su disposición en L es muy simple y funcional, vista en planta la parte más corta se encuentra orientada hacia el norte y la más larga hacia oriente. Arranca desde el patio interior y se encuentra semicubierta por el volado de la galería septentrional, pero genera la ilusión de estar completamente expueta justo en el punto en que gira los 90° pues es allí donde la cubierta corresponde a la que tiene la galería y está ahora a doble altura; es solo a medida que se sube que se tiene la sensación de atravesar hacia un espacio más o menos privado.